# Hunter (Tennessee)
Hunter is een plaats (census-designated place) in de Amerikaanse staat Tennessee, en valt bestuurlijk gezien onder Carter County.

## Demografie
Bij de volkstelling in 2000 werd het aantal inwoners vastgesteld op 1566.

## Geografie
Volgens het United States Census Bureau beslaat de plaats een oppervlakte van
16,0 km², waarvan 15,9 km² land en 0,1 km² water. Hunter ligt op ongeveer 269 m boven zeeniveau.

## Plaatsen in de nabije omgeving
De onderstaande figuur toont nabijgelegen plaatsen in een straal van 16 km rond Hunter.